# Lepidopilum longifolium
Lepidopilum longifolium är en bladmossart som beskrevs av Georg Ernst Ludwig Hampe 1865. Lepidopilum longifolium ingår i släktet Lepidopilum och familjen Daltoniaceae. Inga underarter finns listade i Catalogue of Life.